# Territorio nacional de la Tierra del Fuego, Antártida e Islas del Atlántico Sur
El territorio nacional de la Tierra del Fuego, Antártida e Islas del Atlántico Sur fue el último territorio nacional de Argentina. Había sido creado en 1884 con el nombre de «gobernación de la Tierra del Fuego» y tomó su nombre y extensión completa en 1957. Pasó a su actual carácter provincial el 1 de junio de 1991, con el nombre de provincia de Tierra del Fuego, Antártida e Islas del Atlántico Sur.

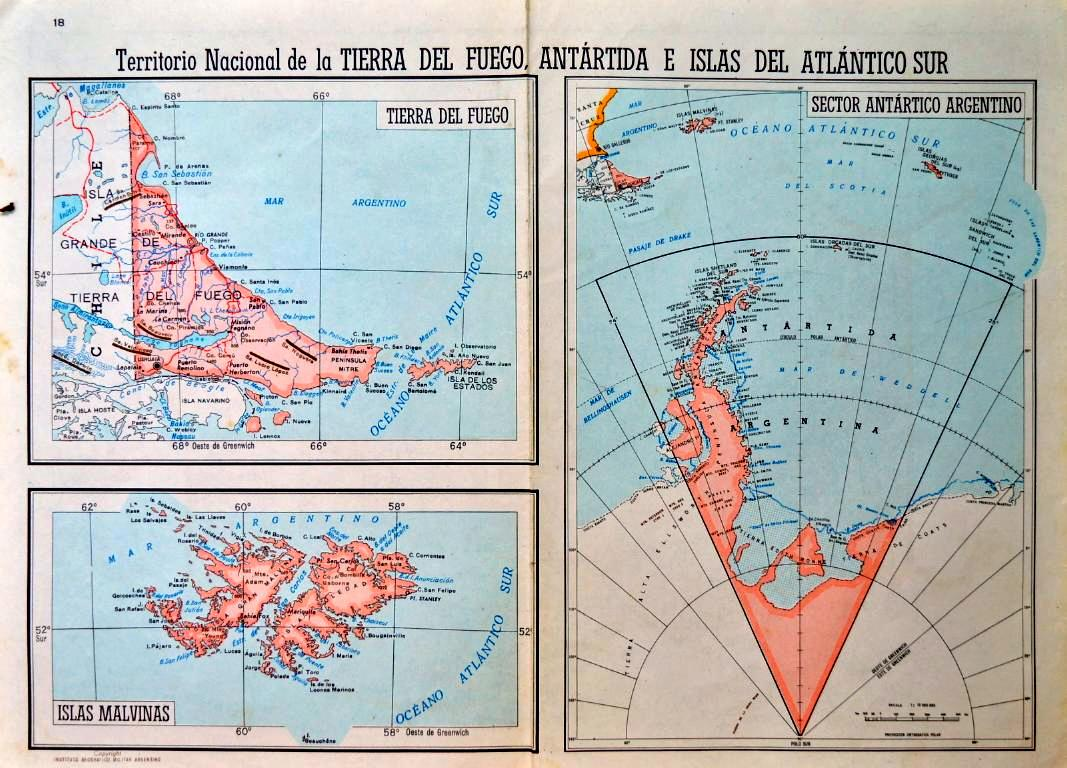
Mapa elaborado por el Instituto Geográfico Militar del Ejército Argentino 1962 del entonces territorio nacional y que reivindica las islas al sur del canal de Beagle.

## Antecedentes
El sector argentino de Tierra del Fuego estuvo habitado desde hace aproximadamente 10 000 años por varios pueblos originarios: los yámanas o yaganes, los haush o manneken, y los selknams u onas. El primero era un pueblo canoero y los dos últimos están considerados como integrantes del complejo tehuelche. 
Los primeros europeos que se conoce que exploraron el territorio fueron en 1520 los marinos de la expedición española comandada por Fernando de Magallanes. En 1555 Juan de Alderete intentó una conquista, pero debió renunciar al intento, lo mismo que Pedro Sarmiento de Gamboa, forzado por las inclemencias del clima. A inicios del siglo XVII el español Francisco de Hoces observó que la Tierra del Fuego era un archipiélago nucleado en una gran isla y no parte de la costa de la Terra Australis Incognita. Poco después, según algunas fuentes indirectas, Gabriel de Castilla podría haber descubierto la Antártida. En 1616 la isla Grande fue recorrida por los holandeses Jacob Le Maire y Cornelius Willhelm Schouten. En los siguientes tres siglos, distintos grupos expedicionarios ingleses, franceses y españoles recorrieron el área. Entre 1826 y 1830 Robert Fitz Roy —con quien viajaba Charles Darwin— descubrió una nueva ruta interoceánica: el canal Beagle.
Un decreto dictado por el Gobierno de Buenos Aires el 10 de junio de 1829 estableció la creación de la comandancia política y militar de las Islas Malvinas, incluyendo a las islas adyacentes al cabo de Hornos en el océano Atlántico, término este que comprendía todas las islas conocidas hasta el momento en las proximidades del cabo de Hornos, es decir, las islas subantárticas y antárticas, donde el comandante debía hacer observar las leyes del país y debía ejercer el poder de policía sobre la pesca de anfibios. 
En 1833 se produjo la ocupación de las islas Malvinas por el Reino Unido.
La soberanía argentina en la región oriental de la isla Grande de Tierra del Fuego comenzó a hacerse concreta a mediados de siglo XIX cuando Luis Piedrabuena comenzó a explorarla regularmente e instaló un apostadero en San Juan de Salvamento, ubicado en la isla de los Estados. En la década de 1870 llegó a la isla Grande un grupo de misioneros anglicanos liderados por Thomas Bridges. Este aceptó la soberanía argentina sobre la misión que fundó en la bahía de Ushuaia. Poco después, misioneros católicos salesianos fundaron Río Grande, aceptando también la soberanía de Argentina, la cual quedó consolidada desde la década de 1880 en el sector oriental de la Tierra del Fuego.
La gobernación de la Patagonia fue creada por la ley n.º 954 de 11 de octubre de 1878. Su territorio nominal se extendía desde el límite fijado por la ley n.º 947 hasta el cabo de Hornos. Su capital fue Mercedes de Patagones (poco después renombrada Viedma) y el 21 de octubre fue designado su primer gobernador, el coronel Álvaro Barros, quien procedió a la inauguración oficial de la gobernación el 2 de febrero de 1879.
A partir de 1880 millares de indígenas fueguinos fueron masacrados por bandas de asesinos a sueldo al servicio de las nacientes estancias de propiedad de inmigrantes ingleses y croatas. Se llegó a pagar hasta una libra esterlina por cada indígena muerto, fuera hombre, mujer o niño. Aunque los padres salesianos denunciaron las matanzas y sus reportes llegaron al Congreso de la Nación Argentina, nada se hizo por detenerlas ni por castigar a los responsables. El genocidio selk'nam se prolongó hasta bien entrada la década de 1920. 
Por el tratado de 1881 y el protocolo de 1893 se estableció un «límite seco» y totalmente geodésico entre Argentina y Chile en la isla Grande de Tierra del Fuego: el meridiano 68°36'38''. En 1884 una expedición argentina al mando del comodoro Augusto Lasserre llegó a la zona y fundó el 25 de mayo la subprefectura marítima y construyó el faro de San Juan de Salvamento en la isla de los Estados y el 12 de octubre fundó la localidad de Ushuaia, llevando el control gubernamental de Buenos Aires al lugar y sentando las bases de la actual capital de la provincia, adoptando el mismo nombre que le dieran los yámanas al lugar: Ushuaia, «bahía que mira al poniente».

## Creación de la gobernación de la Tierra del Fuego
El 16 de octubre de 1884 el Gobierno argentino promulgó la ley n.º 1532 de «Organización de los territorios nacionales», por la cual el extenso territorio patagónico fue subdividido en las gobernaciones de Río Negro, Neuquén, Chubut, Santa Cruz y Tierra del Fuego. Los límites de la gobernación de la Tierra del Fuego fueron fijados como:

Artículo 6.º- Gobernación de la Tierra del Fuego, con sus límites naturales, según tratado del 23 de julio de 1881, y además la Isla de los Estados.
Ley n.º 1532 de Organización de los territorios nacionales

Un decreto de 27 de junio de 1885 creó tres departamentos en el territorio

Artículo 1: Divídese el territorio de la Tierra del Fuego en tres departamentos, que se denominarán: Ushuaia, Buen Suceso y San Sebastián.

Artículo 2: Asígnanse como límites á estos departamentos los siguientes:

1.º Ushuaia: por el Norte, los 54° 8 de la latitud austral; por el Noroeste, el 67° de longitud Oeste de Greenwich; por el Sur, el canal de Beagle; y por el poniente, el límite de la República Argentina con Chile.

2.º Buen Suceso: por el Norte, naciente y Sur, el Océano Atlántico comprendiendo la isla de los Estados; y por el poniente, el dicho 67° de longitud Oeste de Greenwich.

3.º San Sebastián: por el Norte y Este, el Océano Atlántico; por el Sud, los 54.°, 8 de latitud Austral, y por el Oeste, el referido límite de la República Argentina con Chile.

Artículo 3: Desígnase como capital del territorio la población actual de Ushuaia.
Decreto del 27 de junio de 1885

El decreto de división administrativa de los territorios nacionales de 19 de mayo de 1904 elevó a cuatro el número de departamentos: San Sebastián (5658 km², con cabecera en Río Grande); Ushuaia (9418 km²); Bahía Thetis (5867 km²), e Isla de los Estados (556 km²), este último ampliaba la jurisdicción del territorio a las islas reclamadas en el Atlántico sur y la Antártida:  

I: San Sebastián — Capital: Establecimiento de Río Grande. Limites. Norte y Este, el Océano Atlántico — Sud, el paralelo 54° — Oeste, el límite con Chile.

II: Ushuaia — Capital: Ushuaia, que lo es también del territorio. Límites: Norte el paralelo 54° que lo divide del departamento de San Sebastián— Este, el meridiano 9° de Buenos Aires— Sud, el canal de la Beagle, límite con Chile — Oeste, el límite con Chile.

III: Bahia Thetis antes Buen Suceso — Limites: Norte y Este, el Océano Atlántico — Sud, el canal de la Beagle y el Océano Atlántico — Oeste, el meridiano 9° de Buenos Aires, límite con el departamento de Ushuaia.

IV: Isla de los Estados — Comprende las islas del mismo nombre y todas las otras que se encuentran en el Atlántico bajo la soberanía de derecho de la República Argentina.
Decreto de división administrativa de los territorios nacionales

El 7 de diciembre de 1906, mediante un decreto del presidente José Figueroa Alcorta, se nombraron comisarios para las islas Orcadas del Sur y el resto de islas y tierras antárticas reclamadas por Argentina, bajo la dependencia de la gobernación de Tierra del Fuego. 

Existiendo en los territorios australes de la República, diversos establecimientos nacionales como el Observatorio Metereológico Magnético de las Orcadas y siendo conveniente la creación de otros, y para proveer a su mejor administración; 
El Presidente de la República DECRETA: 
Art. 1.º-Nómbrase comisario, en la región en donde se halla el observatorio de las Orcadas, y en las islas de su archipiélago, el señor Rankin Angus. 
Art. 2.º - Nómbrase comisario de la isla Wandel y de las islas y tierras inmediatas al señor Guillermo Bee. 
Art. 3.º - Ambas comisarías continuarán dependiendo de la Gobernación de Tierra del Fuego. 
Art. 4.º - Comuníquese, publíquese y dése al Registro Nacional.

La expedición que debía instalar un observatorio meteorológico en el puerto en donde invernó el explorador francés Jean-Baptiste Charcot en 1904 en la isla Wandel (hoy isla Booth) partió de Buenos Aires el 20 de diciembre de 1906 en el barco Austral, pero este barco encalló en el Río de la Plata y el observatorio nunca se construyó.

## Gobernación marítima de Tierra del Fuego
El 18 de agosto de 1943 el presidente de facto, general Pedro Pablo Ramírez, firmó el decreto-ley n.º 5626 por el que se estableció:

Artículo 1.º. El Gobierno del Territorio Nacional de la Tierra del Fuego con la Isla de los Estados será ejercido por un Oficial Superior de la Armada, en servicio activo, nombrado por el Poder Ejecutivo a propuesta del Ministerio de Marina, con el título de Gobernador Marítimo del Territorio de la Tierra del Fuego.

Los artículos 2.º y 3.º le daban amplias atribuciones al gobernador, quien además era el «comandante superior de todas las fuerzas navales, aéreas y terrestres» y el «comandante en jefe de las fuerzas de policía marítima y terrestre». El primer gobernador marítimo fue el contraalmirante Fidel L. Anadón.
El decreto n.º 8667 de 5 de abril de 1944 dispuso que oficialmente en Tierra del Fuego se denominara «territorio nacional» a la entidad territorial, «gobernación» al órgano de gobierno y «gobernador marítimo» a la autoridad encargada del gobierno.
El 7 de abril de 1948, por el decreto n.º 9905, se estableció la dependencia político-administrativa del Sector Antártico Argentino del gobernador marítimo del territorio nacional de Tierra del Fuego:

Art. 1. Establécese que la jurisdicción de la autoridad del Gobernador Marítimo del Territorio Nacional de Tierra del Fuego, comprende también los territorios nacionales del sector antártico y de las islas del Atlántico no explícitamente comprendidas dentro de la jurisdicción de otra autoridad de la Nación.

## Representación parlamentaria
En 1951, durante la presidencia de Juan Domingo Perón, se eligió por primera vez un delegado que representara en el Congreso Nacional a los ciudadanos de Tierra del Fuego, con voz pero sin voto. Esta representación fue eliminada durante las presidencias de Arturo Frondizi y Arturo Illia.

## Provincia de Patagonia
Durante el gobierno de Perón, el 28 de junio de 1955 por la ley n.º 14 408 se provincializaron los territorios nacionales, creándose una provincia con la Tierra del Fuego y Santa Cruz, pero no se llevó a efecto debido al derrocamiento de Perón: 

artículo 1.º. Decláranse provincias, de acuerdo con lo establecido en los artículos 13 y 68, inciso 14), de la Constitución nacional a todos los territorios nacionales con los límites que a continuación se expresan:

c) Se constituirá otra provincia, limitada al norte por el paralelo 46ºS; al Este, por el Océano Atlántico; al Oeste, por la línea divisoria con la República de Chile, y al Sur, con el Polo, comprendidos Tierra del Fuego, islas del Sur Atlántico y sector antártico argentino.

Por el decreto n.º 11 429 de 20 de julio de 1955 esa provincia pasó a llamarse provincia de Patagonia, «hasta tanto se pronuncien las correspondientes convenciones constituyentes».
Durante el gobierno de facto de Pedro Eugenio Aramburu, mediante el decreto-ley n.º 21 178 de 22 de agosto de 1956, la provincia de Patagonia fue limitada al territorio continental y tomó el nombre de provincia de Santa Cruz.

## Creación del territorio nacional
El 28 de febrero de 1957 el decreto-ley n.º 2191 restableció el territorio nacional de la Tierra del Fuego, Antártida e Islas del Atlántico Sur, fijando sus límites:

Artículo 2.º. El territorio Nacional de la Tierra del Fuego, Antártida e Islas del Atlántico Sud comprende: la parte oriental de la isla Grande y demás islas del archipiélago de la Tierra del Fuego e Islas de los Estados y Año Nuevo, conforme a los límites fijados por el tratado del 23 de julio de 1881, las Islas Malvinas, las Islas Georgias del Sur, las Islas Sandwich del Sur y el sector Antártico Argentino comprendido entre los meridianos 25 Oeste y 74 Oeste y el paralelo 60º Sur.

El 25 de abril de 1961 la ley n.º 15 802 ratificó el Tratado Antártico, suscrito entre los 12 países con actividad antártica.
El 8 de abril de 1970 el gobernador, capitán Gregorio Lloret, emitió el decreto territorial n.º 149/1970 estableciendo una nueva división departamental en cuatro departamentos: Río Grande; Ushuaia; Islas del Atlántico Sur; Sector Antártico Argentino, excluyendo de este último a las islas Orcadas del Sur que fueron incorporadas al departamento Islas del Atlántico Sur. La jurisdicción del departamento Ushuaia fue ampliada por el decreto a las islas Picton, Nueva y Lennox y a las demás islas al este del meridiano del cabo de Hornos, que se hallaban en disputa con Chile:

El Gobernador del Territorio Nacional de la Tierra del Fuego, Antártida e Islas del Atlántico Sud:

Decreta:

Articulo 1.º— A partir de la fecha del presente Decreto, déjese sin efecto la división política vigente en el Territorio Nacional de la Tierra del Fuego, Antártida e Islas del Atlántico Sur.

Articulo 2.º— Divídase políticamente al territorio nacional de la Tierra del Fuego, Antártida e Islas del Atlántico Sur en cuatro (4) departamentos, con los nombres y límites siguientes:

DEPARTAMENTO RÍO GRANDE:

Norte: Estrecho de Magallanes.

Sur: desde un punto situado a los 54° 33' de latitud S. y 68° 36' 38' ' de Longitud W.G. hasta la desembocadura del Río Turbio, situado s los 54° 33' de Latitud S. y 67° 15' de Longitud W.G. y prosiguiendo por el mismo paralelo hasta su encuentro con el río Irigoyen en el meridiano de los 68° 41' 30' ' de Longitud W.G. para continuar por su margen Norte hasta la desembocadura en el Océano Atlántico, que se produce en los 54° 35' 40' ' de Latitud S. y 66° 15' 55' ' de Longitud W.G.

Este: desde Cabo Espíritu Santo, bordeando por el Océano Atlántico hasta la desembocadura del Río Irigoyen en los 54° 35' 40' ' de Latitud S. y 66° 15' 55' ' de Longitud W.G.

Oeste: línea internacional desde Cabo Espíritu Santo hasta un punto situado en los 54° 33' de Latitud S. 68° 36' 38,5' ' de Longitud W.G.

DEPARTAMENTO USHUAIA:

Norte: Límite con el departamento Río Grande y el océano Atlántico.

Sur: canal Beagle, cabo de Hornos y el océano Atlántico.

Este: océano Atlántico.

Oeste: desde un punto situado en los 54° 33' de latitud Sur hasta el canal Beagle por el meridiano 68° 36' 38,5' ' de longitud Oeste. Inclúyense a este Departamento las islas de los Estados, Picton, Nueva, Lennox, las ubicadas sobre el Canal Beagle y aquellas que se extienden hasta el Cabo de Hornos al este del meridiano que lo cruza.

DEPARTAMENTO ISLAS DEL ATLÁNTICO SUD:

Incluye las Islas Malvinas, Orcadas, Georgias, Sandwich e Islas menores adyacentes.

DEPARTAMENTO SECTOR ANTÁRTICO ARGENTINO:

Norte: paralelo 60°

Sur: Polo Sur

Este: meridiano 25°

Oeste: meridiano 74°. Exclúyense de este sector las islas Orcadas por haberse incorporado al Departamento Islas del Atlántico Sud.

Articulo 3°— Las subdivisiones departamentales se practicarán en la medida que la evolución del Territorio así lo aconseje.

Articulo 4°— Refrendarán el presente Decreto los Señores Secretarios de: Gobierno, Educación y Salud Pública, Economía y Finanzas, y Obras y Servicios Públicos.

Articulo 5°— Comuníquese, publíquese, dése al Boletín Oficial del Territorio y archívese.

Tras la recuperación argentina de las islas Malvinas en 1982, por el decreto n.º 681/82 del gobierno de facto, se creó la gobernación militar de las Islas Malvinas, Georgias del Sur y Sandwich del Sur, desmembrándosela del territorio nacional fueguino. Esta gobernación fue disuelta por el decreto n.º 879/85 de 1985, reintegrándose sus 15 868 km² al territorio nacional de Tierra del Fuego, Antártida e Islas del Atlántico Sur.
La zona al sur del canal Beagle fue motivo de una prolongado contencioso entre los estados de Argentina y Chile, especialmente en relación con la posesión de las islas Picton, Lennox y Nueva, las cuales fueron otorgadas a Chile por el laudo arbitral de la monarquía británica de 1977, rechazado por el Gobierno militar argentino. El laudo fue dejado de lado al firmarse el Tratado de paz y amistad entre Chile y Argentina, que fue ratificado en el Vaticano el 2 de mayo de 1985. Este tratado, que fue firmado por mediación del papa Juan Pablo II, siendo su principal mediador el cardenal Antonio Samoré, otorgó a Chile todas las islas en disputa y la mayor parte de su proyección marítima a Argentina.

## Provincialización
El 26 de abril de 1990 fue sancionada la ley n.º 23 775, de provincialización del territorio nacional. Debido a un error en la descripción del límite, el nuevo presidente, Carlos Menem, vetó parcialmente la ley mediante el decreto n.º 905/90 de 10 de mayo de 1990, eliminando del artículo n.º 1 toda referencia a los límites, naciendo la nueva provincia con los límites que tenía como territorio nacional desde 1957 sin ser especificados por la nueva ley, ni actualizados los límites con Chile.
En la misma ley, se ordenó llamar a una elección de convencionales constituyentes para que sancionen la constitución de la nueva provincia. La constitución provincial fue sancionada en Ushuaia por los 19 convencionales que la redactaron el 17 de mayo de 1991, entrando en vigencia con su publicación en el Boletín Oficial el 28 de mayo y siendo jurada el 1 de junio. El 1 y el 29 de diciembre fueron realizadas las primeras elecciones provinciales y el 10 de enero de 1992 fue establecida la provincia con la asunción de las autoridades.